# Павло (Лебідь)
Митрополит Павло́ (також Па́вел, справжнє ім'я Петро Дмитрович Лебідь, також відомий під прізвиськом Паша «Мерседес»; 19 квітня 1961, село Борбин, Рівненщина) — православний священнослужитель, архієрей УПЦ (МП) з 1997 року, митрополит Вишгородський і Чорнобильський, вікарій Київської митрополії. Намісник Успенської Києво-Печерської лаври (1994—2023). З 2009 року — член Міжсоборної присутності Російської православної церкви.
З 2002 року — голова Синодальної комісії у справах монастирів УПЦ (МП). З 2011 року — постійний член синоду УПЦ (МП). Противник надання автокефалії ПЦУ. З 2008 по 2014 рік депутат Київської міської ради від проросійської Партії регіонів.

## Біографія
Петро Дмитрович Лебідь народився 19 квітня 1961 року в селі Борбин Млинівського району Рівненської області. У 1976 році закінчив восьмирічну школу в Борбині, у 1978 році — середню школу в селі Довгошиї.
У 1978—1980 роках навчався в Луцькому технікумі радянської торгівлі. У 1981—1983 роках служив в Радянській армії в Баку.
У 1984 році вступив до Московської духовної семінарії, яку закінчив 1988 року. 24 травня 1987 року архієпископом Дмитрівським Олександром висвячений на диякона.
7 січня 1988 року архієпископом Волинським і Ровенським Варлаамом висвячений на священика в Троїцькому кафедральному соборі Луцька. Після закінчення МДС в тому ж році направлений настоятелем Успенського храму села Низкиничі Іваничівського району Волинської області.
Як настоятель відзначився тим, що зруйнував унікальний бароковий іконостас XVIII століття, який знаходився у храмі, а також фамільні герби роду Киселів[джерело?].
26 червня 1989 року в Троїцькому кафедральному соборі Луцька архієпископом Волинським і Ровенським Варлаамом пострижений в чернецтво з ім'ям «Павло» на честь первоверховного апостола Павла. 30 травня 1992 року архієпископом Волинським і Луцьким Варфоломієм зведений у сан архімандрита.
30 березня 1994 року призначений намісником Успенської Києво-Печерської лаври.
У 1996 році закінчив Київську духовну академію.
19 квітня 1997 року висвячений на єпископа Вишгородського та призначений вікарієм Київської митрополії.
27 грудня 2002 року призначений головою новоствореної Синодальної комісії у справах монастирів УПЦ.
9 липня 2003 року митрополитом Київським і всієї України Володимиром зведений у сан архієпископа.
2008 року на виборах обраний депутатом Київської міської ради від Партії регіонів (спочатку хотів балотуватися від Комуністичної партії України). Член комісії з питань охорони здоров'я та соціального захисту.
27 липня 2009 року призначений членом Міжсоборної присутності РПЦ.
1 травня 2011 року митрополитом Київським і всієї України Володимиром зведений у сан митрополита з титулом «Вишгородський і Чорнобильський». Рішенням Священного Синоду від 14 червня 2011 року призначений постійним членом Священного Синоду.
2012 року з іншими впливовими членами синоду запідозрений ЗМІ в спробі перебрати владу в УПЦ (МП) в свої руки, користуючись хворобою керівника.
Під час хвороби митрополита Київського Володимира (Сабодана) на засіданні Синоду 23 грудня 2011 року призначений головою ревізійної комісії з перевірки фінансово-господарської діяльності митрополії та Київської єпархії, а 26 січня 2012 року — тимчасовим керівником Київської єпархії. Через те, що під час хвороби Володимира, Синод без його участі звільнив архієпископа Переяслав-Хмельницького Олександра (Драбинка), його секретаря і «праву руку», з кількох найвпливовіших в УПЦ посад, ЗМІ та незалежні оглядачі звинуватили групу постійних членів Синоду в складі митрополитів Павла, Іларіона (Шукала) та Агафангела (Саввіна) у спробі усунути від практичного управління церквою її предстоятеля, взяти владу в свої руки і ліквідувати самостійність УПЦ.
З покращенням стану здоров'я митрополита Володимира, 8 травня 2012 року, на першому засіданні Синоду під його головуванням предстоятелю було повернуто всі права і повноваження, тимчасово передані на час хвороби, серед інших, митрополиту Павлу. За інформацією видання «Левый берег» на цьому засіданні також обговорювалася пропозиція зміщення владики Лебедя з посади намісника Лаври і переведення його на Чернігівську кафедру, однак її розгляд було відкладено.
25 травня 2012 року під час відвідин Лаври прем'єр-міністром України Миколою Азаровим владика Павло перервав Службу Божу в Трапезній церкві Антонія і Феодосія Печерських для виголошення похвального слова урядовцю.
У липні 2012 року у пресі з'являлися повідомлення про отруєння Павла ртуттю і миш'яком.
Будучи депутатом Київради, Павло не відвідував її засідання у 2012 і 2013 роках, однак його картка голосувала. У лютому 2013 року, коли відбувалися важливі голосування, зокрема за програму приватизації комунального майна територіальної громади Києва, рішення в раді приймалися більшістю з перевагою в один голос. Через те, що одним з голосів більшості при перевазі в один голос, була картка Павла, яка голосувала за його відсутності, опозиція заблокувала трибуну Київради і паралізувала її роботу. Сам Павло влітку 2013 року в інтерв'ю газеті «Известия в Украине» звинуватив охорону президента Віктора Януковича в оскверненні Лаври, зокрема, собаками, яких заводять до церкви; і, порівняв чинну владу з радянською, через перешкоди, які вона чинить церкві шляхом хабарництва. За кілька місяців іншій газеті, «Вести», митрополит розповів, що спочатку хотів балотуватися до Київради від Компартії і має друзів-комуністів, зокрема Ігоря Калетника. В тому ж інтерв'ю він сказав, що не претендує на те, щоб стати митрополитом Київським.

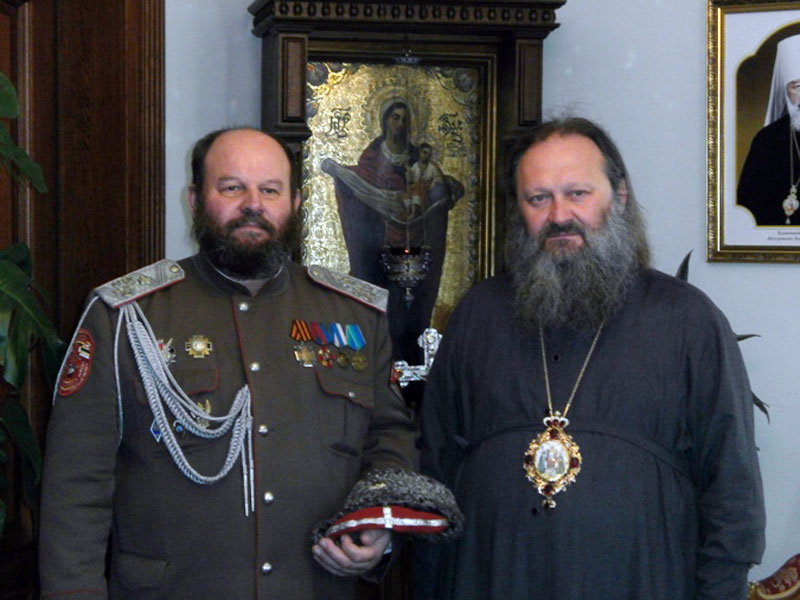
Павло Лебідь та Сергій Кришталь, російський «козачий генерал», під час туру з іконою царя Миколи II в Україні. Культ вбитого царя і його сім'ї став імперським пропагандистським інструментом для православних вірян в Україні

11 грудня 2013 року, під час круглого столу щодо Євромайдану, схвалив дії міліції і поцікавився скільки платять студентам на Євромайдані.
У 2012-13 роках митрополит Павло вів активну кампанію за виселення з території монастиря інфекційної клініки Інституту епідеміології та інфекційних захворювань. Зокрема, владика Павло стверджував, що йому неприємно перебувати поруч з хворими на СНІД, які мають «страшне захворювання». Виселення з лаври лікарні коштувало життя 5 пацієнтам, стверджував Андрій Андрушків, фахівець відділу зі зв'язків з громадськістю Всеукраїнської мережі людей, що живуть з ВІЛ.
15 вересня 2015 р. намісник Києво-Печерської лаври виступив з відеозверненням, в якому порівняв себе з Іоанном Златоустом і розповів, як страшно Бог карає журналістів за образи, заподіяні владиці Павлу.
У вересні 2018 року попередив про «Боже прокляття» тим, хто підтримає наміри Київського патріархату забрати монастир під своє керівництво.
30 листопада 2018 Служба безпеки України провела обшуки за місцем проживання предстоятеля Києво-Печерської лаври митрополита Павла. Слідчі дії відбулися в рамках справи про розпалювання міжконфесійної ворожнечі. В результаті обшуків вилучили книгу «Українська Православна Церква: відносини з державою. Ставлення до АТО і церковного розколу. Питання і відповіді».
За словами Михайла Радуцького, на нього та на Віталія Кличка єпископ Павло наклав анафему.
В кінці березня 2023 року після припинення урядом України договору оренди Києво-Печерської лаври для УПЦ (МП) й недопущення комісії державного заповідника для передачі майна Павло опублікував звернення в якому «погрожував прокляттям» Президенту України Зеленському та його родині. Зокрема, заявив що: «Я вас всіх ще поховаю!».

### Розслідування
У січні 2023 року поліціянти порушили проти Павла кримінальну справу. Під час промови до вірян Павло поскаржився, що в УПЦ (МП) забрали Успенський собор в Києво-Печерській Лаврі й звинуватив українську владу у «вбивстві тисяч немовлят та мільйонів людей», а також назвав представників ПЦУ «розкольниками».
1 квітня 2023 року СБУ вручила Павлу підозри за ст. 161 ККУ «поширення релігійної воронечі» та ст. 436-2 «заперечення російської агресії та глорифікація її злочинів» Кримінального кодексу України За місцями його проживання та тимчасового перебування провадяться обшуки та інші слідчі дії. Також пресслужба СБУ опублікувала відповідні фото і перехоплені телефонні розмови. Під час них Павло радіє захопленню Херсона російськими окупантами. Він також говорив про «американські біолабораторії» та називав захисників України «ублюдками» На вечірньому засіданні Шевченківський суд Києва відправив митрополита Павла під цілодобовий домашній арешт до 30 травня, з носінням електронного браслета й забороною публічних звернень, зокрема через соціальні мережі 21 квітня 2023 року Апеляційний суд залишив митрополита УПЦ МП Павла під цілодобовим домашнім арештом.
14 липня 2023 року Солом'янський районний суд Києва арештував митрополита Павла, якого підозрюють у підривній діяльності проти України, з можливістю внесення застави у розмірі 33 мільйони 300 тисяч гривень. Суд призначив тримати Павла під вартою до 14 серпня.
7 серпня 2023 року Петра випустили після внесення застави у 33 млн грн (~ 900 000$). Заставу внесли близько тисячі людей.
9 серпня 2023 року СБУ повідомила, що застава за Лебедя не вплине на справедливий розгляд справи.
14 серпня 2023 року, згідно повідомлення адвоката Микити Чекмана, Лебедя доставили до кардіологічного відділення однієї з київських лікарень, де йому зробили операцію. 
29 листопада 2023 року Печерський суд Києва продовжив арешт Лебедю до 29 січня 2024 року.
30 квітня 2024 року з Лебедя було знято електронний браслет, всі інші зобов'язання залишилися дійсними.

## Висловлювання

### Звинувачення на адресу України в агресії на Донбасі
11 липня 2019 року, газета «Сегодня» опублікувала інтерв'ю, де митрополит Павло, відповідаючи на питання про своє ставлення до Володимира Зеленського, назвав Україну агресором у війні на Донбасі:

Оригінальний текст (рос.)
Если он не свяжется с политсилами, которые хотят продолжения войны и агрессии, все будет хорошо.

### «Примирення» з Росією
На XVIII Міжнародному фестивалі православного кіно «Покров» Павло заявив про необхідність єдності із Росією: «Ми нероздільні і нам нема чого ділити. У нас одна історія, один покров Божої Матері, у нас повинно бути все одно. Ми не повинні ділити Бога, ми не повинні ділити історію, ми повинні бачити один в одному брата, образ Христа».

### Висловлювання після російського вторгнення в Україну
Після російського вторгнення в Україну 2022 року Павло не став засуджувати Росію й заявив, що українці не чули застережень і «тепер пожинають плоди».
3 травня 2022 року, вигнавши з Києво-Печерської лаври ієромонаха Симона (Новікова) за те, що той під час богослужіння відмовився поминати ім'я патріарха Московського Кирила Гундяєва, як «великого пана та батька нашого» (рос. «великого господина и отца нашего»), фактично підтримав російське вторгнення в Україну та благословив російські окупаційні війська на бойові дії в Україні.
У 2022 році стало відомо, що Петро Лебідь, Віктор Сабодан та Орест Березовський увіковічили самих себе власними зображеннями на стінах Успенського Собору Києво-Печерської лаври, поряд з іконами канонізованих церквою служителів.

## Критика
Мав багато конфліктів з журналістами різних видань.
2018 року заявляв, що Крим «ніколи не був українським».
|                     | Там були такі відкриті дебати. І я сказав, що помруть, якщо не підуть. І в один день три людини померло. Вони написали відкритого листа зі скаргою на мене Блаженнішому Митрополиту Володимиру… (..) Я прийшов і бачу, що у блаженнійшого йдуть іскри з очей. Він: «Ви що собі дозволяєте ?!» — «Що?» — «Ось ви прокляли музейників, і у них померло три людини!» Я повертаюся: «До вечора помрете всі! В ім'я Отця і Сина і Святого Духа!» Ну правда до вечора ще одна людина померла |
| — Митрополит Павло, | |

Через ці прокльони єпископ РПЦ Євтихій (Курочкін) назвав Павла «негідним причащання».
22 січня 2014 року, Павло (Лебідь) під час богослужіння порівняв Віктора Януковича з Ісусом Христом і запевнив президента Віктора Януковича у своїй підтримці. На що згодом прес-секретар Володимир-Волинської єпархії УПЦ МП Віктор Мартиненко звернувся до нього із закликом не робити гучні заяви від імені усієї церкви щодо підтримки Віктора Януковича. Колишній предстоятель Української греко-католицької церкви кардинал Любомир Гузар заявив, що «Владика Павло перебрав міру» і «те, що він сказав у народі називається „лизати патинки“. Тобто підлабузництво.».
В 2018 році в інтерв'ю виданню «Украина.ру» спептично висловився щодо медичного продовження життя «калік», на що отримав критику від тодішнього в.о. міністра охорони здоров'я України Ульяни Супрун.

### Відмова здати поліції серійного вбивцю Онопрієнка
2021 року Павло в інтерв'ю серіалу «Прочанка», знятому Оксаною Марченко, заявив, що серійний вбивця Анатолій Онопрієнко, який вбив 52 людини (за даними Павла, вбивств було 56), ходив до нього на сповідь, зізнавався йому у вбивствах та пропонував здати його в міліцію, але Павло відмовився та відпустив йому гріхи.

### Критика за дорогі автомобілі
ЗМІ часто критикують митрополита Павла за його автомобіль «Mercedes». Сам владика Павло так коментує ці закиди: 
|  | Їздимо? Так, їздимо на автомобілях, в мене «Мерседес». Це не розкіш, а засіб пересування. Якщо б випустили хорошу нашу машину, я би їздив на ній. Я не бачу тут нічого такого. Мені сьогодні докоряють: «Ви їздите навіть лаврою!» Але мені майже п'ятдесят років, цукровий діабет, суглоби болять.Оригінальний текст (рос.) Ездим? Да, ездим на машинах, у меня «мерседес». Это не роскошь, а средство передвижения. Если бы выпустили хорошую нашу машину, я бы на ней ездил. Я не вижу здесь ничего такого. Меня сегодня упрекают: «Вы ездите даже по Лавре!» Но мне почти пятьдесят лет, сахарный диабет, суставы болят. |

 За «любов до дорогих автомобілів» йому дали прізвисько «Паша-Мерседес».
Коментуючи публікацію на «Українській правді», де було розміщено фотографії його машини та машин митрополита Київського Володимира, владика назвав журналіста душевно хворим. Коли у 2011 році журналіст телеканалу «1+1» Михайло Ткач намагався зняти сюжет про «Мерседес» митрополита Павла та будівництво на території Києво-Печерської лаври кафе, владика забороняв журналістам знімати на території монастиря та погрожував побити камеру. Також у відповідь на питання про автомобіль та будівництво, Павло почав ображати журналістів, називаючи їх «душевнохворими», «нєвєждами», погрожував Божим судом.
24 вересня 2012 року владика Павло після запитання про «шикарні авто батюшок» накинувся на журналістку телеканалу видання «Корресподент» Ксенію Карпенко, заламав їй руки та забрав її мобільний телефон, на який записувався коментар. Пізніше він заявив, що «шавка»-журналіст вкусила його за палець та розбила ногу, а також звернувся до Президента України вжити заходів до «божевільних журналістів». Після того, як інцидент набув розголосу, владика повернув телефон разом з шоколадкою та іконкою, але останні відео були стерті.
У 2013 році владика Павло розповів, що дає свою машину на весілля семінаристам КДАіС.

### Критика за нехтування законодавством
Відзначився руйнуванням пам'ятки архітектури національного значення XVII ст. на Волині — Успенської церкви в Низкиничах. Під час його служіння в храмі було зруйновано унікальний бароковий іконостас XVIII століття.
28 липня 2015 року його водій за кермом Mercedes-Benz S-класу відмовився виконати наказ поліцейського у Києві після порушення ПДР. Нахабно заявив поліцейському, який вимагав у водія пред'явити посвідчення водія: «Якщо я дозволю — візьмете… не дозволю — не візьмете».
6 жовтня 2015 року Автомайдан зняв нерухомість Павла у селі Вороньків, сусідом по «дачі» виявився його колега Архімандрит Варсонофій, який був казначеєм (головним бухгалтером у Лаврі). Компанія «Уютный дом», яка і звела їм ці «монаші келії», займалася реставрацією в Лаврі. Їм теж була поставлена умова. "Вони побудували для митрополита Павла і вже митрополита Варсанофія два особняки в селі Вороньків.

### Участь у нападі на журналістів
4 листопада 2021 в будівлі лаврської майстерні з розпису ікон сталася пожежа, яка поширилася на покрівлю.
Коли для висвітлення подій на місце приїхали журналісти каналу «Магнолія-ТВ», ченці відмовилися пускати їх, а потім вирвали телефон із рук одного з журналістів. Незважаючи на вимоги потерпілого журналіста повернути смартфон, а інакше він викличе поліцію, митрополит Павло наказав «нічого не віддавати», а також, згідно з повідомленням телеканалу, вдарити репортера по голові («дай йому по голові»). За відеозйомку репортеру погрожували в Лаврі анафемою й відлученням від церкви.
За фактом події поліція Києва розпочала кримінальне провадження за статтею про перешкоджання журналістській діяльності.

### Руйнація старовинних барельєфів та зникнення іконостасу XVIIIст. у Низкиничах
У 1987—1994 роках Низкиницька парафія була першим приходом Павла. Будучи настоятелем Успенського храму в Низкиничах під його керівництвом було зруйнувано частину історично-архітектурної спадщини часів Адама Киселя — знищено внутрішній декор з фамільними гербами Адама Киселя, а також зник унікальний бароковий іконостас XVIII століття.

## Санкції
За підтримку агресивної політики РФ, які підривають та загрожують територіальній цілісності, суверенітету та незалежності України, а також її стабільності та безпеці Петро Дмитрович Лебідь доданий до санкційного списку.
24 січня 2023 року доданий до санкційного списку України.

## Нагороди

### Церковні
- Орден святого рівноапостольного князя Володимира I, II і III ступенів
- Орден преподобних Антонія і Феодосія Печерських II ступеня
- Ювілейний орден «Різдво Христове — 2000» I та II ступенів
- Орден преподобного Сергія Радонезького II ступеня (Російська православна церква)
- Орден Димитрія Донського I ступеня (Російська православна церква, 2 жовтня 2007)
- Орден святого Сави II ступеня (Сербська православна церква, 8 жовтня 1997)
- Орден святої Марії Магдалини (Польська православна церква)
- Орден великомучениці Єкатерини (Синайська православна церква)

### Світські
- Орден «За заслуги» III ступеня (21 серпня 1999) — за багаторічну плідну церковну діяльність, вагомий особистий внесок в утвердження засад християнської моралі в суспільстві[105] (позбавлений);
- Орден Дружби (Росія, 20 квітня 2011) — за заслуги в зміцненні єдності Руської Православної Церкви та дружби між російським і українським народами[106];
- Знак пошани НАМН (Національна академія медичних наук України, 21 вересня 2020)[107] (позбавлений).

1 грудня 2022 року рішенням РНБО «Про окремі аспекти діяльності релігійних організацій в Україні і застосування персональних спеціальних економічних та інших обмежувальних заходів (санкцій)» на 5 років позбавлений державних нагород України, інших форм відзначення.

## Майно
Садиба у с. Воронькові на Молодіжній вулиці, 46, у складі двоповерхового будинку площею 580 кв. м, двоповерхового гостьового будинку площею 170 м² та земельної ділянки в 0,4 га (вартість майнового комплексу оцінюють у $1,3 млн); також має одноповерховий будинок у цьому ж селі на Українській вулиці, де офіційно зареєстрований.
Крім того, митрополит має в Києві будинок загальною площею 546 кв. м та земельну ділянку на Печерську (Землянська вулиця, 10-А) і квартиру на Срібнокільській вулиці..
Також Петру належать 6 га земельних угідь, що здаються в оренду Олександру Матвієнку, підприємцю агрохолдинга — ТОВ «МПЛ АГРО» (вул. Українська 127 В), на нього ж записані автомобілі марки Мерседес, на яких був помічений Павло Лебідь.